# Draaiorgel de Harmonica
Draaiorgel de Harmonica is een Nederlands straatorgel, dat oorspronkelijk gebouwd was als Marenghi-orgel. Het huidige orgel telt 90 toetsen.

## Levensloop
Het orgel werd vóór 1920 door De Vreese uit België tot straatorgel omgebouwd. De eerste eigenaar was de heer Goudswaard. Het orgel had toen een groen-gele kleur dat enkele bijnamen opleverde zoals De Kanariepiet en Spinazieketel.
In 1930 werd Möhlmann uit Amsterdam eigenaar en hij liet het orgel in 1935 door Carl Frei ombouwen tot een 90-toetsorgel met een automatisch spelende accordeon. Dit bleek zo'n grote sensatie te zijn dat hele straten leegliepen om dit wonder te zien en op de muziek te dansen, (wat in die tijd niet mocht van de politie). In Rotterdam was een soortgelijk Carl Frei-orgel op straat met een accordeon. Van deze orgels zijn een aantal 78 toeren-grammofoonplaten bekend.
Na de oorlog heeft het orgel lange tijd ongebruikt in een loods gestaan. Na de stilstand is er bij een restauratie onder andere een Biphone en een flageoletregister toegevoegd, het nieuwe front werd ontworpen uit oude onderdelen van draaiorgel De Houtzaagmolen,ook wel De Grote Paardekop genoemd, dit werd door de schilder/kunstenaar Feite Posthumus samengesteld en geschilderd. Het oude front werd bewaard en in 2004 verkocht. In 2011 wordt het front voor Draaiorgel de Venlo geplaatst.
Het draaiorgel was eigendom van de firma Pluer uit Bussum en wordt sinds april 1976 beheerd en geëxploiteerd in Den Helder door de vrijwilligers van de Stichting Helderse Draaiorgelvrienden. In 2021 is het orgel door de stichting met een gedeeltelijke lening aangekocht. In 2023 werd de lening afbetaald en sindsdien is de stichting volledige eigenaar van de Harmonica.